# Emden Challenger
L'Emden Challenger è stato un torneo professionistico di tennis giocato su campi in sintetico indoor. Faceva parte dell'ATP Challenger Series. L'unica edizione si è disputata a Emden in Germania.

## Albo d'oro

### Singolare
| Anno | Campione     | Finalista   | Punteggio     |
| ---- | ------------ | ----------- | ------------- |
| 1993 | Tomas Nydahl | David Engel | 7–6, 4–6, 6–3 |

### Doppio
| Anno | Campioni                            | Finalisti                            | Punteggio     |
| ---- | ----------------------------------- | ------------------------------------ | ------------- |
| 1993 | Martin Laurendeau Michael Mortensen | Vladimir Gabričidze Dmitrij Poljakov | 3–6, 6–4, 6–2 |